# Glas GT

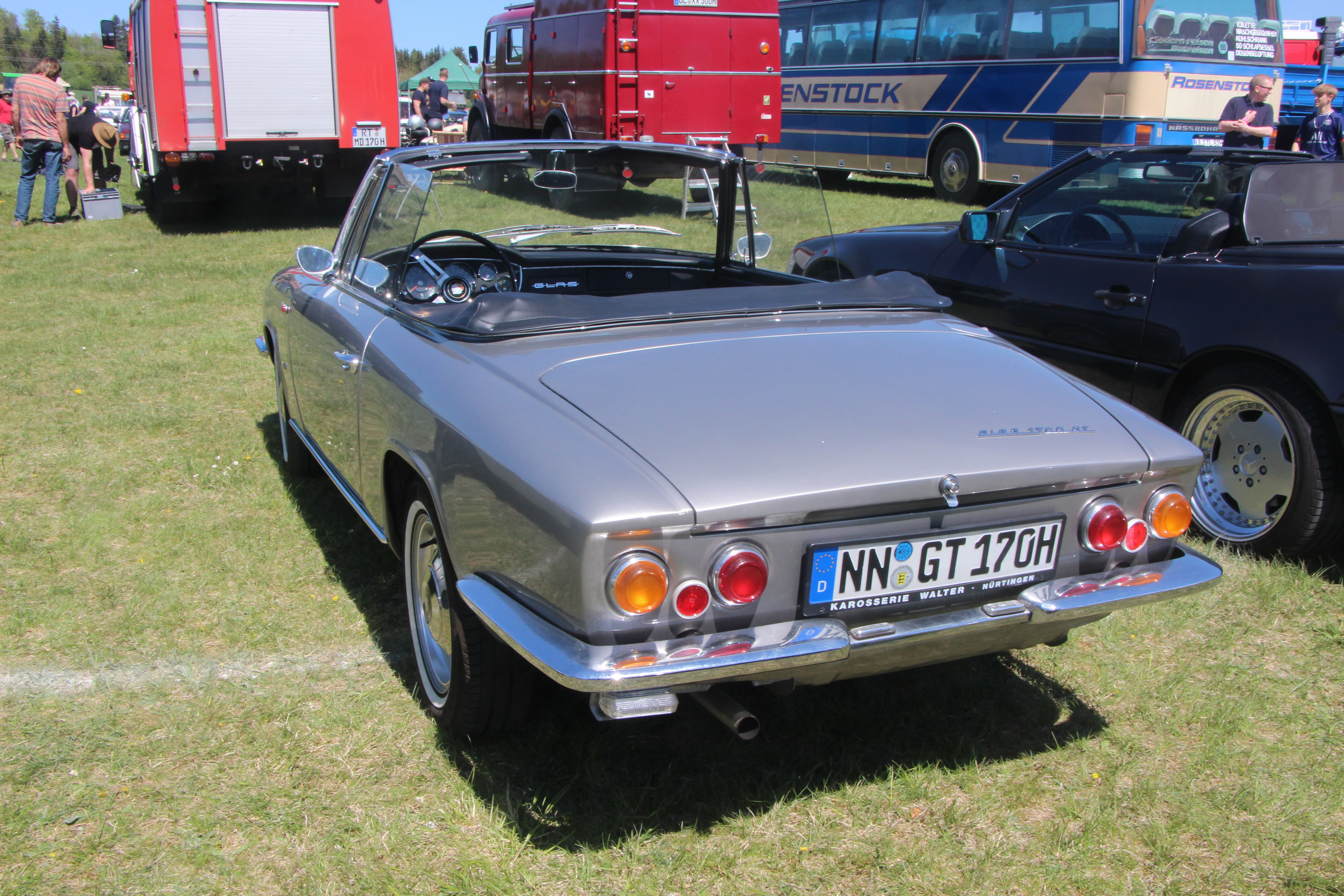
Heckansicht Glas 1700 GT

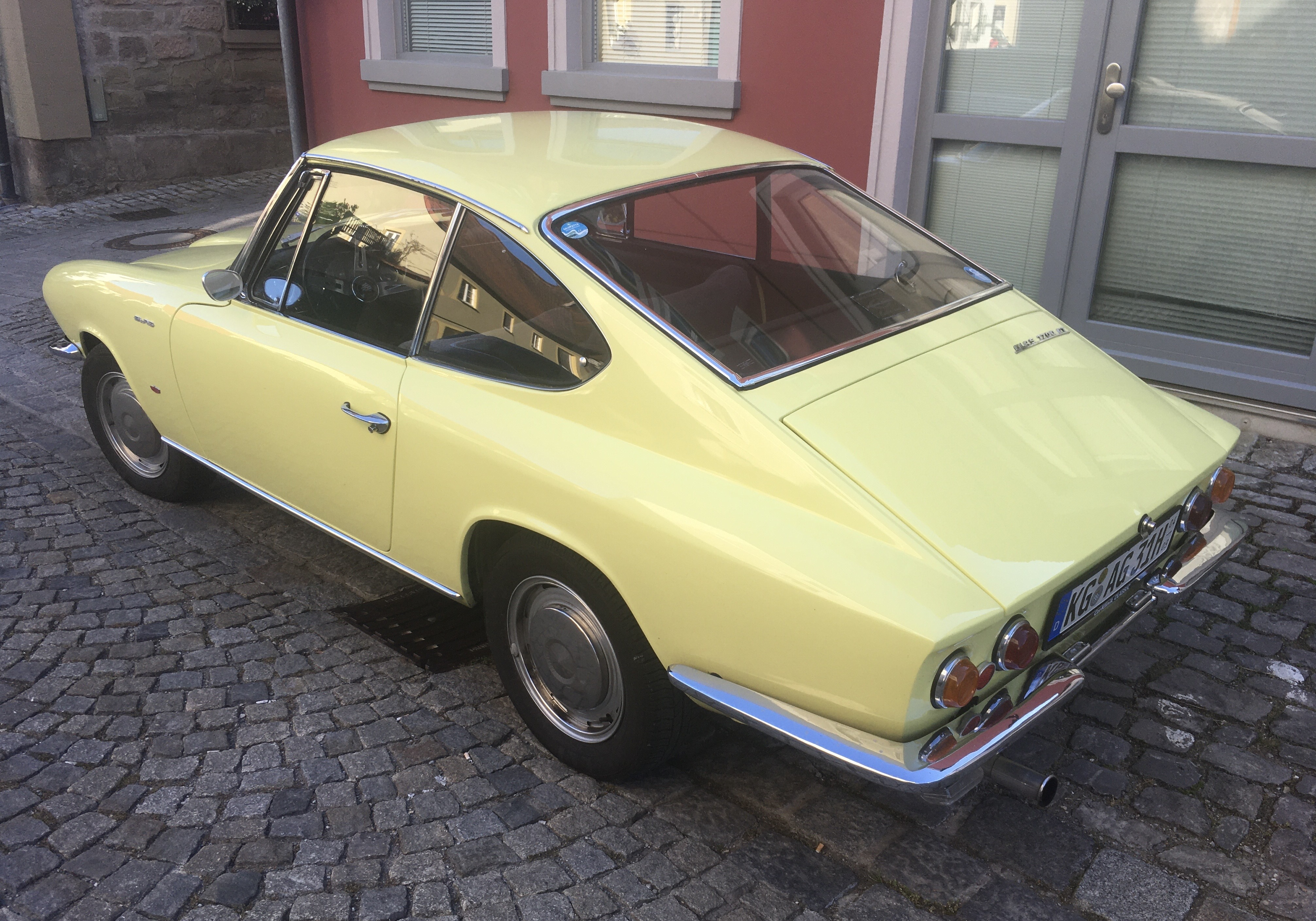
Glas 1700 GT als Coupé

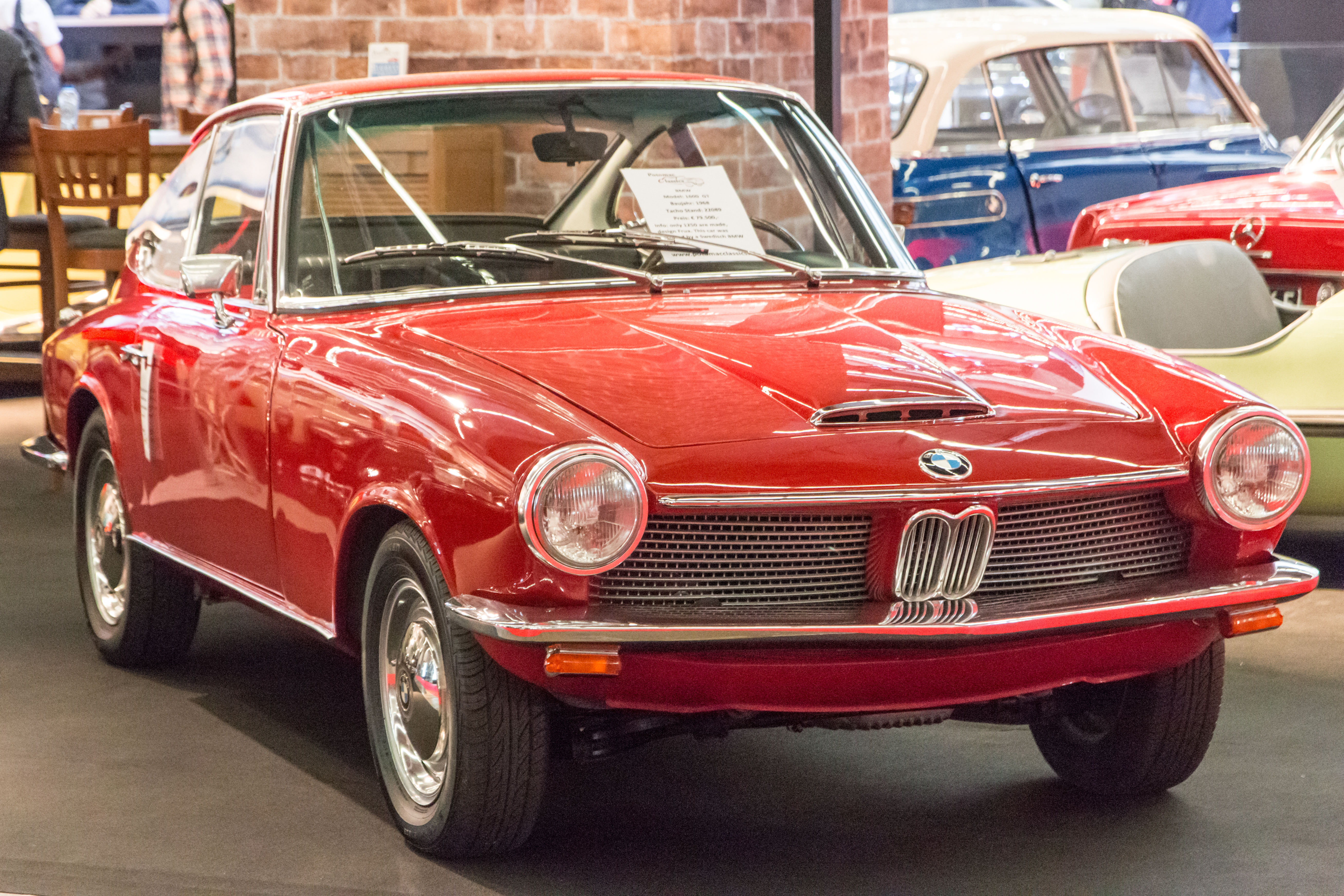
BMW 1600 GT – Ansicht von vorn

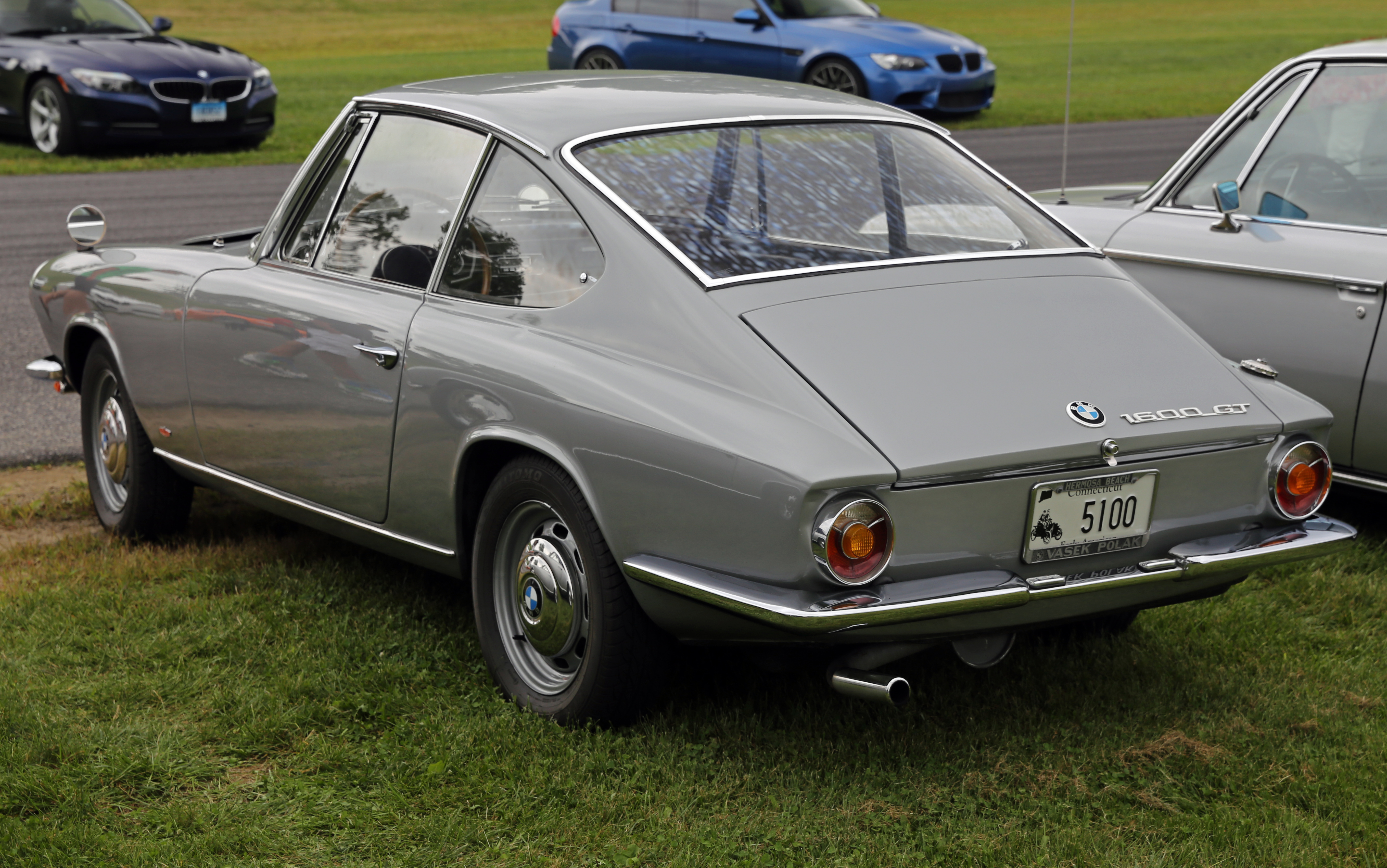
BMW 1600 GT (1967) – Ansicht von hinten

Glas 1300 GT und Glas 1700 GT sind Sportcoupés und Cabriolets der Hans Glas GmbH in Dingolfing. Der Glas 1300 GT Coupé wurde im September 1963 auf der IAA vorgestellt. Ab 1967 wurde der BMW 1600 GT von BMW mit kaum veränderter Coupékarosserie, neuer Hinterachse und einem Motor aus eigener Fertigung bis 1968 weitergebaut.

## Glas 1300 GT
Im März 1964 begann die Auslieferung der Serienwagen. Die Karosserie wurde bei Frua in Moncalieri entworfen und anschließend bei Maggiora hergestellt. Die Rohkarossen wurden in offenen Güterzugwagons unlackiert und ungeschützt von Italien nach Dingolfing transportiert. Deshalb hatte der GT je nach Wetter während des Transports systembedingt erhebliche Probleme mit Rost. In Dingolfing wurden die Rohkarossen lackiert und ausgestattet. Der auf 1290 cm³ aufgebohrte Motor – wie beim Typ S 1004 mit obenliegender Nockenwelle und Zahnriemen – entwickelte 55 kW (75 PS) bei 5500/min bei einem Drehmoment von 108 Nm bei 3500/min. Damit erreichten das Coupé und das vier Monate später lieferbare Cabriolet 170 km/h. Das Fahrwerk entsprach weitgehend dem des Glas 1700, lediglich der Radstand wurde verkürzt.
Im September 1965 wurde die Motorleistung auf 62,5 kW (85 PS) erhöht; die Höchstgeschwindigkeit betrug 175 km/h.

## Glas 1700 GT
Ab September 1965 wurden Coupé und Cabriolet auch mit dem 1,7-Liter-Motor des Glas 1700 angeboten. Er leistete 74 kW (100 PS) und sorgte für 185 km/h Höchstgeschwindigkeit. Weil der Glas-1700-Motor als Langhuber höher baut, wurde die Hutze in der Motorhaube erforderlich (vorher gab es nur zwei Zierleisten auf der Haube). Die Haube mit Hutze wurde dann für alle Ausführungen verwendet. Außerdem wurde der Glas 1700 GT offiziell von Glas in die Vereinigten Staaten exportiert, weil man den dortigen Markt erschließen wollte.

## BMW 1600 GT
Mit der Übernahme durch BMW wurde das GT-Modell ab September 1967 mit BMW-Technik ausgestattet. Zum Einsatz kamen der vom BMW 1600 TI bekannte Motor mit 77 kW (105 PS) und die Schräglenker-Hinterachse mit Schraubenfedern statt der ursprünglichen Starrachse mit Blattfedern. Die Karosserie des Glas GT wurde um einen angepassten Kühlergrill (BMW-Niere) erweitert und die Rückleuchten (rund, aus der 02-Baureihe) von BMW geändert. Mit dieser Technik wurde allerdings nur noch das Coupé bis August 1968 weitergebaut. Das Auto kostete im Januar 1968 15.850 DM.
Auf Anregung von Max Hoffman begann 1967 die Entwicklung einer Cabriolet-Version des BMW 1600 GT. Frua arbeitete an zwei Prototypen, die aber nicht bis zur Serienfertigung weiterentwickelt wurden. Der einzig erhaltene Prototyp des 1600 GT Cabriolets wurde 2018 von Auszubildenden im BMW-Werk Dingolfing restauriert und befindet sich nun in der Sammlung der BMW Group Classic.

## Modellübersicht

### Technische Daten
| Typ          | Bauform   | Bauzeitraum     | Hubraum  | Leistung        | Vmax     | Gewicht | Beschleunigung (0–100 km/h) | Verbrauch (Liter/100 km) | Produktionszahlen |
| ------------ | --------- | --------------- | -------- | --------------- | -------- | ------- | --------------------------- | ------------------------ | ----------------- |
| Glas 1300 GT | Coupé     | 03/1964–08/1965 | 1290 cm³ | 55 kW (75 PS)   | 170 km/h | 830 kg  | 13 s                        | 10,5 l                   | 2076 Stück        |
| Glas 1300 GT | Cabriolet | 07/1964–08/1965 | 1290 cm³ | 55 kW (75 PS)   | 170 km/h | 830 kg  | 13 s                        | 10,5 l                   | 8 Stück           |
| Glas 1300 GT | Coupé     | 09/1965–08/1967 | 1290 cm³ | 62,5 kW (85 PS) | 175 km/h | 900 kg  | 12,5 s                      | 10,5 l                   | 1450 Stück        |
| Glas 1300 GT | Cabriolet | 09/1965–08/1967 | 1290 cm³ | 62,5 kW (85 PS) | 175 km/h | 900 kg  | 12,5 s                      | 10,5 l                   | 234 Stück         |
| Glas 1700 GT | Coupé     | 09/1965–12/1967 | 1682 cm³ | 74 kW (100 PS)  | 185 km/h | 920 kg  | 11,5 s                      | 12 l                     | 1680 Stück        |
| Glas 1700 GT | Cabriolet | 09/1965–12/1967 | 1682 cm³ | 74 kW (100 PS)  | 185 km/h | 920 kg  | 11,5 s                      | 12 l                     | 122 Stück         |
| BMW 1600 GT  | Coupé     | 09/1967–08/1968 | 1573 cm³ | 77 kW (105 PS)  | 190 km/h | 960 kg  | 11,2 s                      | 10,3 l                   | 1255 Stück        |

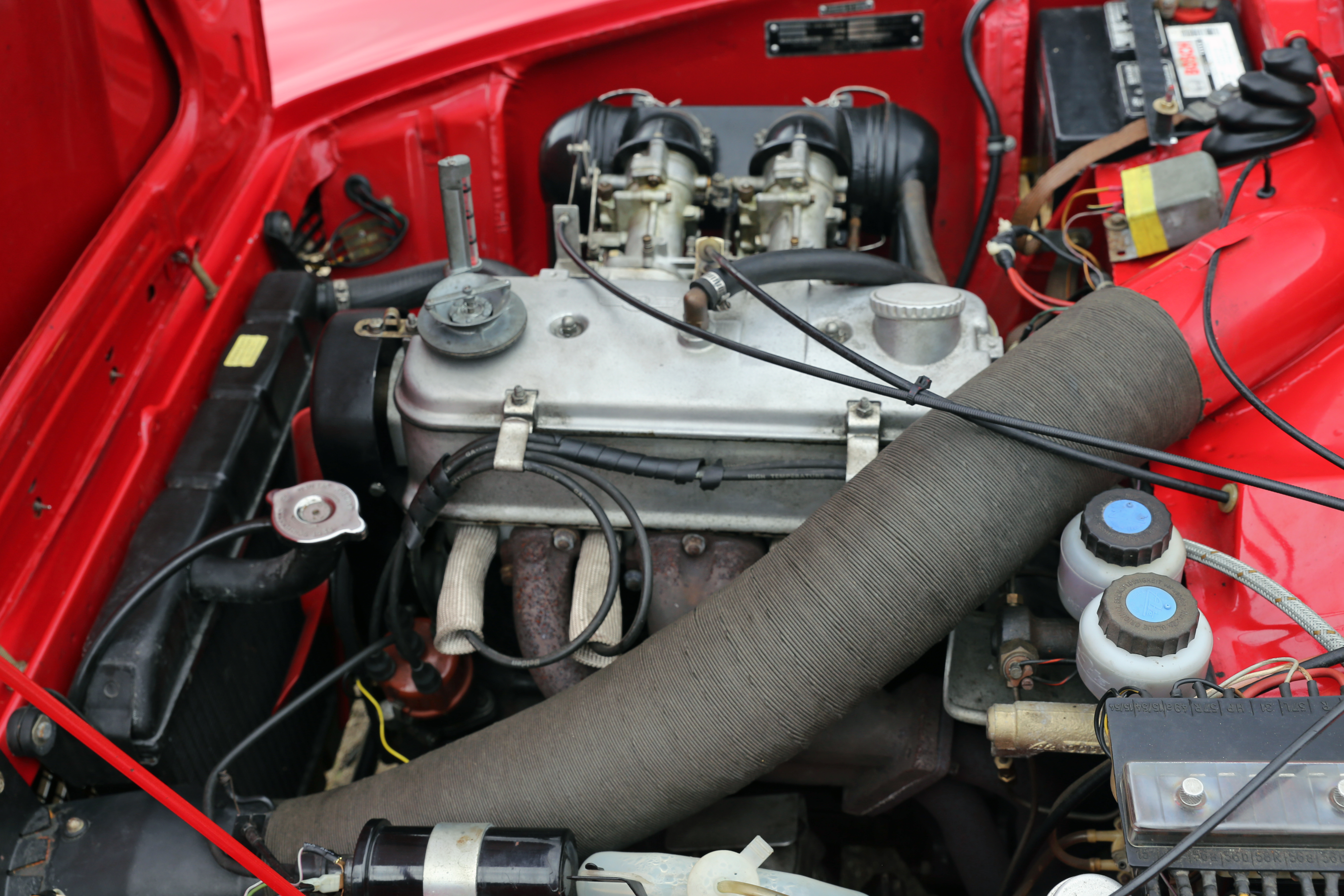
Motorraum Glas 1700 GT
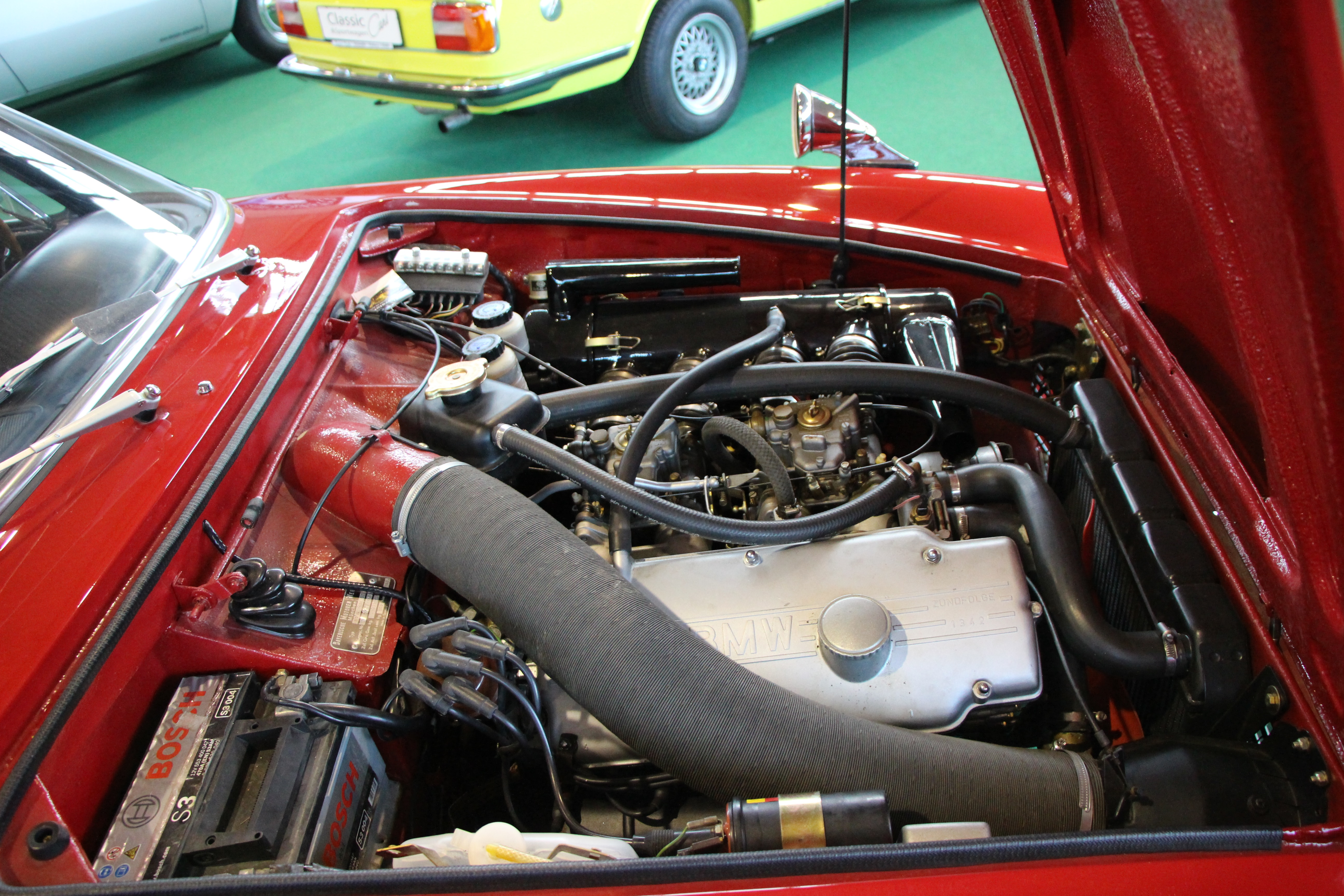
Motorraum BMW 1600 GT

### Abmessungen
Länge: 4050 mm, Breite: 1550 mm, Höhe: 1280 mm, Radstand: 2320 mm

### Produktionszahlen
In dreieinhalb Jahren entstanden insgesamt 6.827 Coupés und Cabriolets.

## Bildergalerie

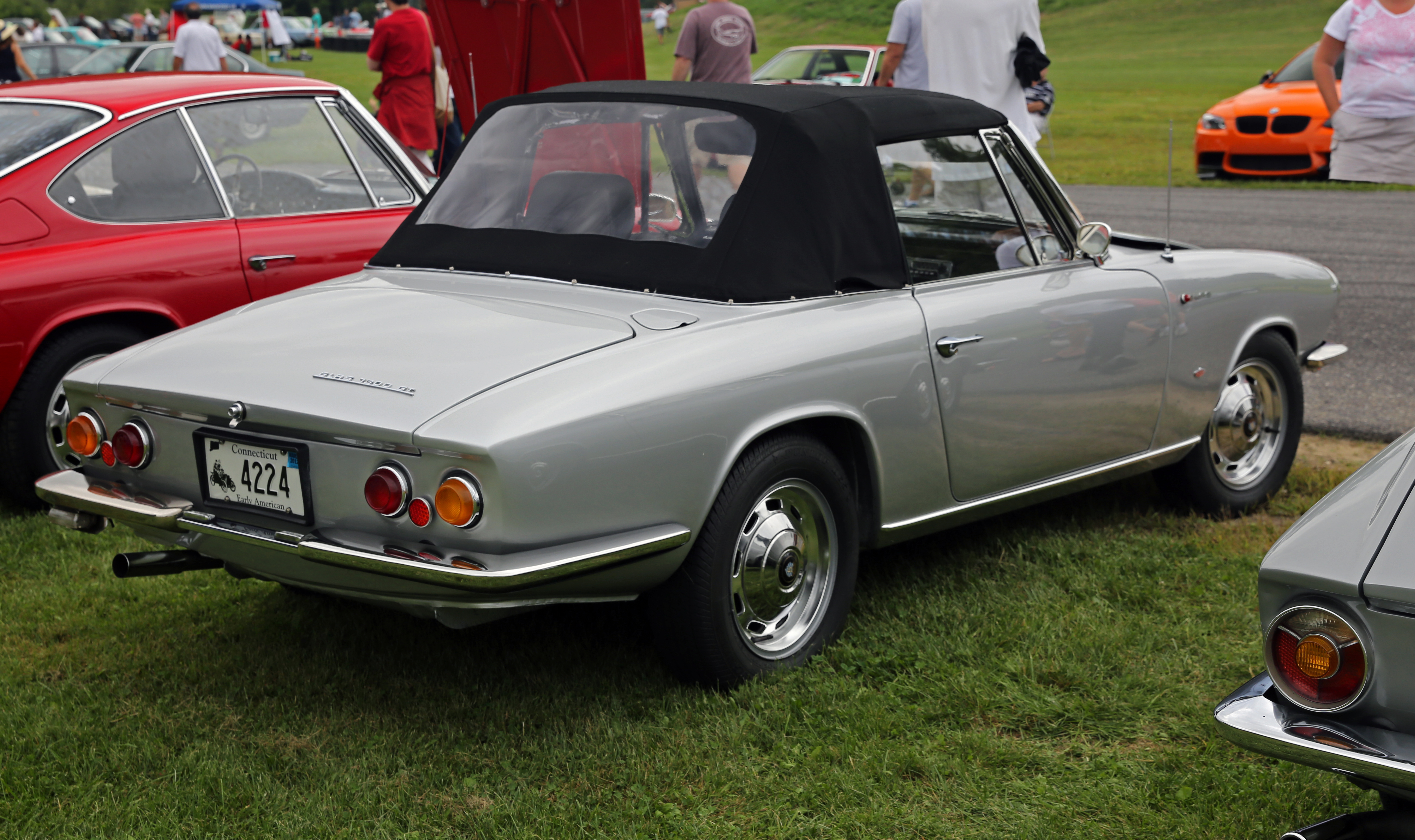
Heckansicht Glas 1300 GT, geschlossen
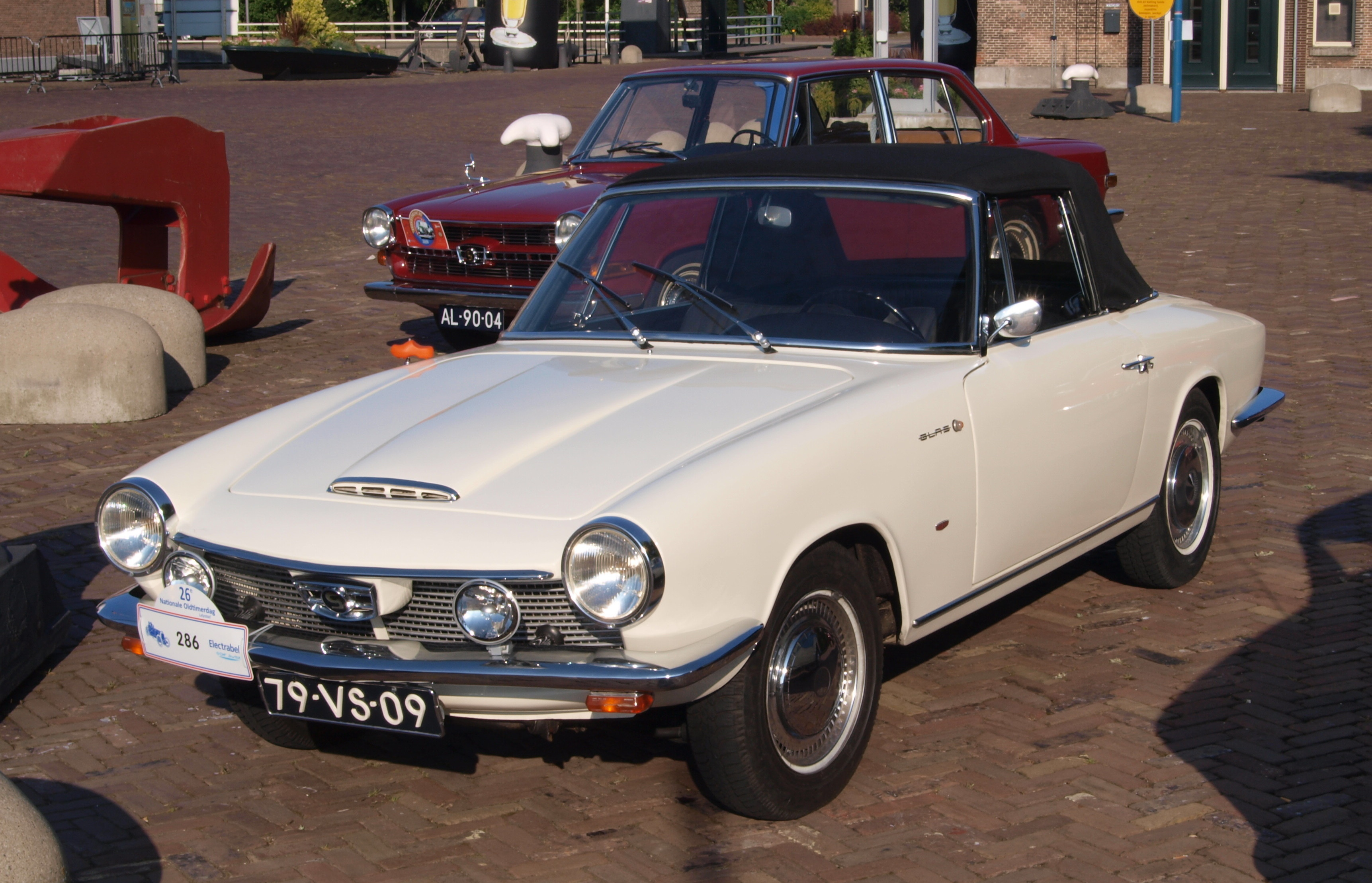
Glas 1300 GT (1966), geschlossen
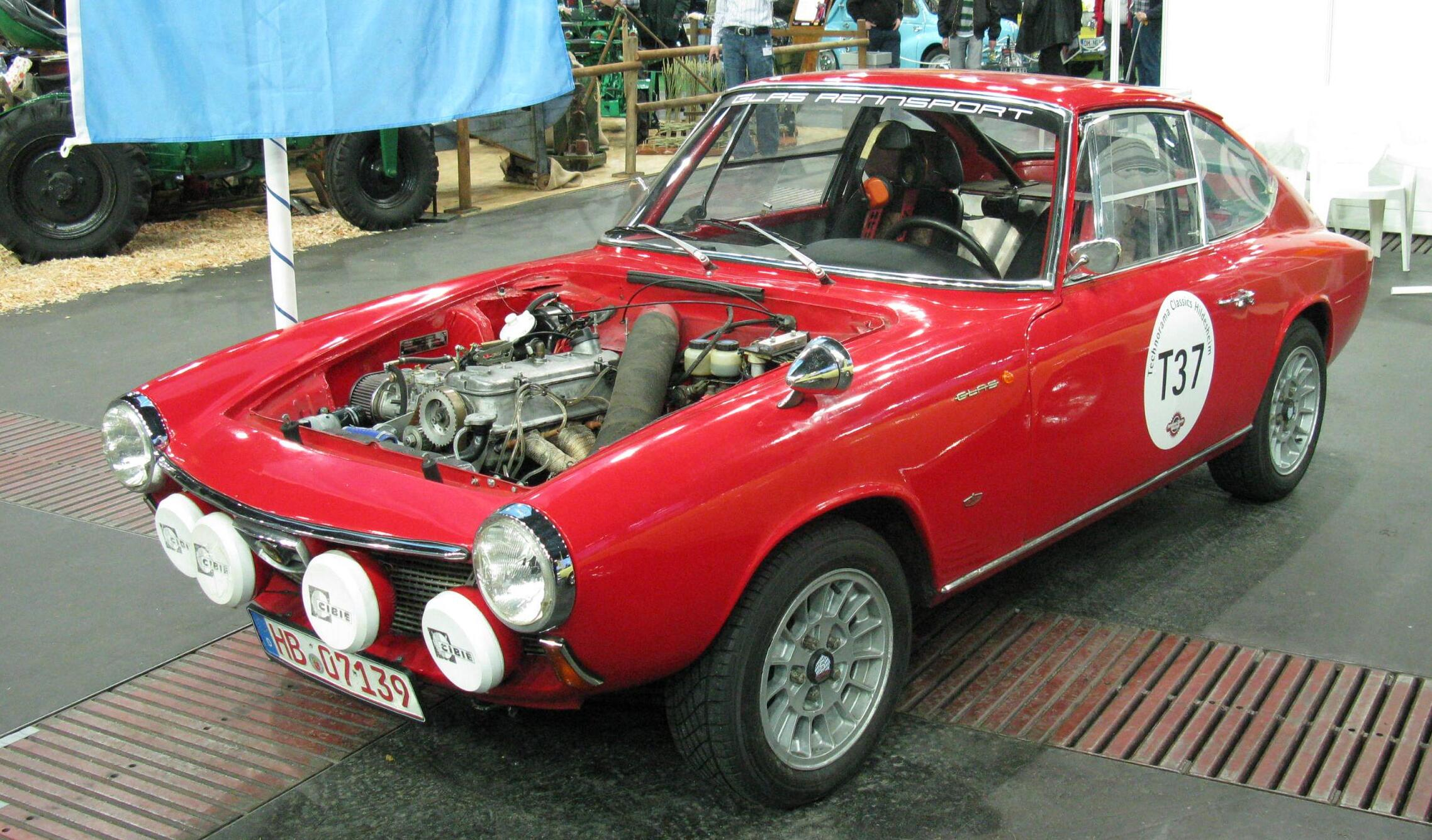
Glas-Rennsport 1700 GT-Coupé
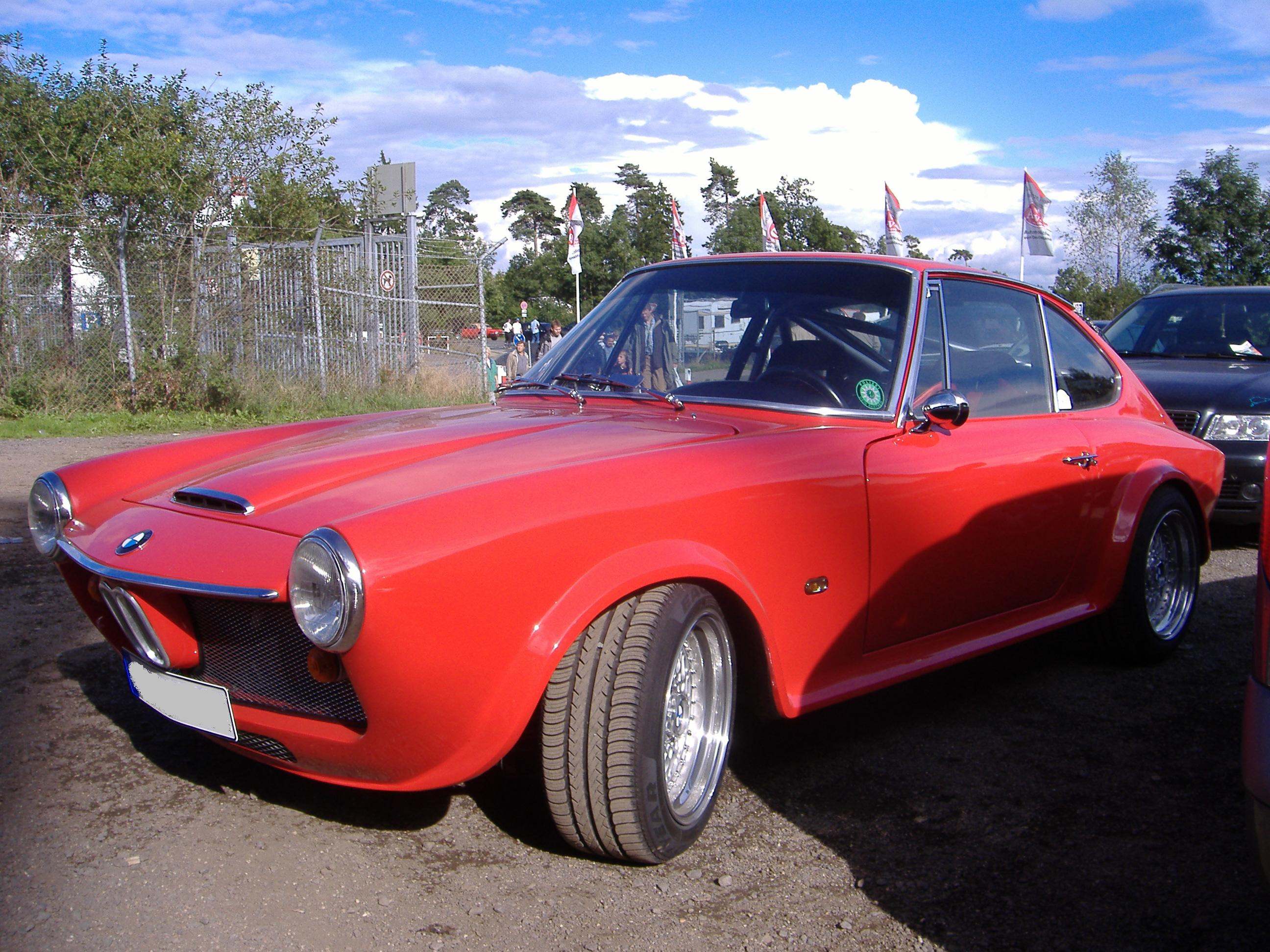
Modifizierter BMW 1600 GT